# Palais Chávarri
Le palais Chávarri (en espagnol : palacio Chávarri) est un bâtiment de style éclectique inspiré par l’architecture Renaissance flamande. Il est situé dans la ville de Bilbao, dans le Nord de l'Espagne.

## Présentation
Construit en 1888 par Atanasio de Anduiza sur un projet de l'architecte belge Paul Hankar, il évoque à la fois les immeubles de rapport bruxellois et les palais de la Renaissance des villes belges d'Anvers ou de Bruges.
L'une des originalités du bâtiment réside dans le fait qu'aucune fenêtre n'est semblable à une autre.
Il abrite aujourd'hui la représentation du gouvernement espagnol dans la province de la Biscaye.

### Sources et bibliographie
- (en) Cet article est partiellement ou en totalité issu de l’article de Wikipédia en anglais intitulé « Chavarri Palace » (voir la liste des auteurs).
- Maurice Culot et Anne-Marie Pirlot, Bruxelles Art Nouveau, AAM Editions, 2013.
- (es) Elías Mas Serra, « El Palacio Chávarri », Bilbao, Bilbao, Ayuntamiento de Bilbao (mairie de Bilbao),‎ 2006, p. 16 (lire en ligne).
- (es) Álvaro Chapa et Susana Chávarri, El Palacio de los Chávarri, Madrid, Ministerio de Hacienda y Administraciones Publiques / Subdirección General de Información, Documentación y Publicaciones. Centro de Publicaciones / Delegación del Gobierno en la Comunidad Autónoma del País Vasco, 2014, 142 p. (ISBN 978-84-476-0716-7, lire en ligne).